# Guettarda speciosa
Guettarda speciosa, amb noms comuns de "randa de mar" o "fusta zebra", és una espècie d'arbust de la família Rubiàcies que es troba en hàbitats costaners a les zones tropicals al voltant de l'oceà Pacífic, incloent-hi la costa del centre i nord de Queensland i el Territori del Nord a Austràlia, i les illes del Pacífic, incloent-hi la Micronèsia, la Polinèsia Francesa i Fiji, Malàisia i Indonèsia, les Maldives i la costa est d'Àfrica. Arriba als 6 m d'alçada, té flors blanques fragants i fulles verdes grans amb nervacions prominents. Creix a la sorra per sobre de la marca de la marea alta.

## Taxonomia i denominació
Guettarda speciosa va ser descrita originalment per Carl von Linné al volum dos del seu Species Plantarum el 1753, citant Java com el seu origen. El gènere va rebre el nom en honor del naturalista francès del segle XVIII Jean-Étienne Guettard, mentre que l'epítet específic deriva del llatí speciosus 'vistós'. És l'espècie tipus del gènere. Els seus parents més propers són tots nadius dels neotròpics, però s'ha dispersat àmpliament pels hàbitats tropicals de tot el món.
A les Illes Cook, hi ha noms alternatius com Ano, Hano, Fano i Puapua. Aquest últim també s'utilitza a Samoa, i el similar Puopua a Tonga; Nova Zelanda, però, utilitza el terme per a la Clematis paniculata. Es coneix com a utililomar [wudˠiːlʲɔːmʲɑrˠ] a les Illes Marshall.

## Descripció
És un arbust o arbre petit perenne de 2 a 6 m d'alçada per 1 a 3 m d'amplada amb una escorça llisa de color gris crema. Les fulles grans i ovalades fan entre 15 i 23 cm de llargada per 10 a 18 cm d'amplada. De color verd fosc i llises per sobre amb venes pàl·lides prominents, i finament peludes per sota. La floració és d'octubre a maig, i les flors blanques i fragants fan entre 2,5 i 3 cm de llargada amb 4 a 9 lòbuls. Aquests són seguits per fruits globulars durs d'olor dolça, que mesuren de 2,5 cm a 2,8 cm × 2,2 cm a 2,5 cm, que maduren de setembre a març.

## Distribució i hàbitat
La Guettarda speciosa es troba en hàbitats costaners a les zones tropicals al voltant de l'oceà Pacífic, incloent-hi la costa del centre i nord de Queensland i el Territori del Nord a Austràlia, i les illes del Pacífic, incloent-hi la Micronèsia, la Polinèsia Francesa i Fiji, Malàisia i Indonèsia, les Maldives i la costa est d'Àfrica. Com el seu nom indica, la gardènia de platja creix a les platges i llocs sorrencs per sobre del nivell de la marea alta.

## Ecologia
El moment en què s'obren les flors a la nit suggereix que són pol·linitzades per les arnes.
A l'illa Christmas, el cranc d'ull blanc de Nadal (Zosterops natalis) visita les flors, mentre que el cranc vermell de l'illa Christmas (Gecarcoidea natalis) menja el fruit caigut.
Els seus fruits són inicialment blancs i després rosats quan maduren; són rodons, mesuren 2 cm de diàmetre i contenen de 4 a 6 llavors. Les llavors són disseminades pels ocells, però també pels corrents marins, i aquesta espècie té la capacitat nautocòrica: investigadors de la Universitat de la Reunió van trobar llavors de guettarda speciosa a l'acumulació de matèria morta en la platja de la illa de la Gran Gloriosa i van poder fer-les germinar. El ratpenat de la fruita de les Marianes (Pteropus mariannus) s'alimenta de la fruita i les flors, actuant com a vector per a la dispersió de les llavors. [cal citació]

Guettarda speciosa
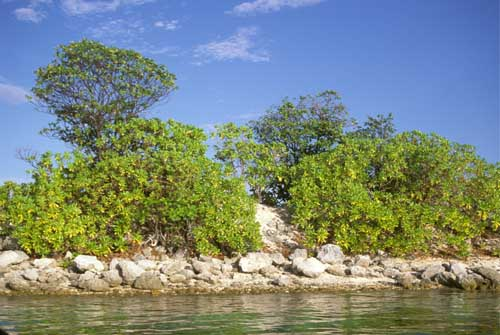
Arbres sobre l'atol de Nanumea
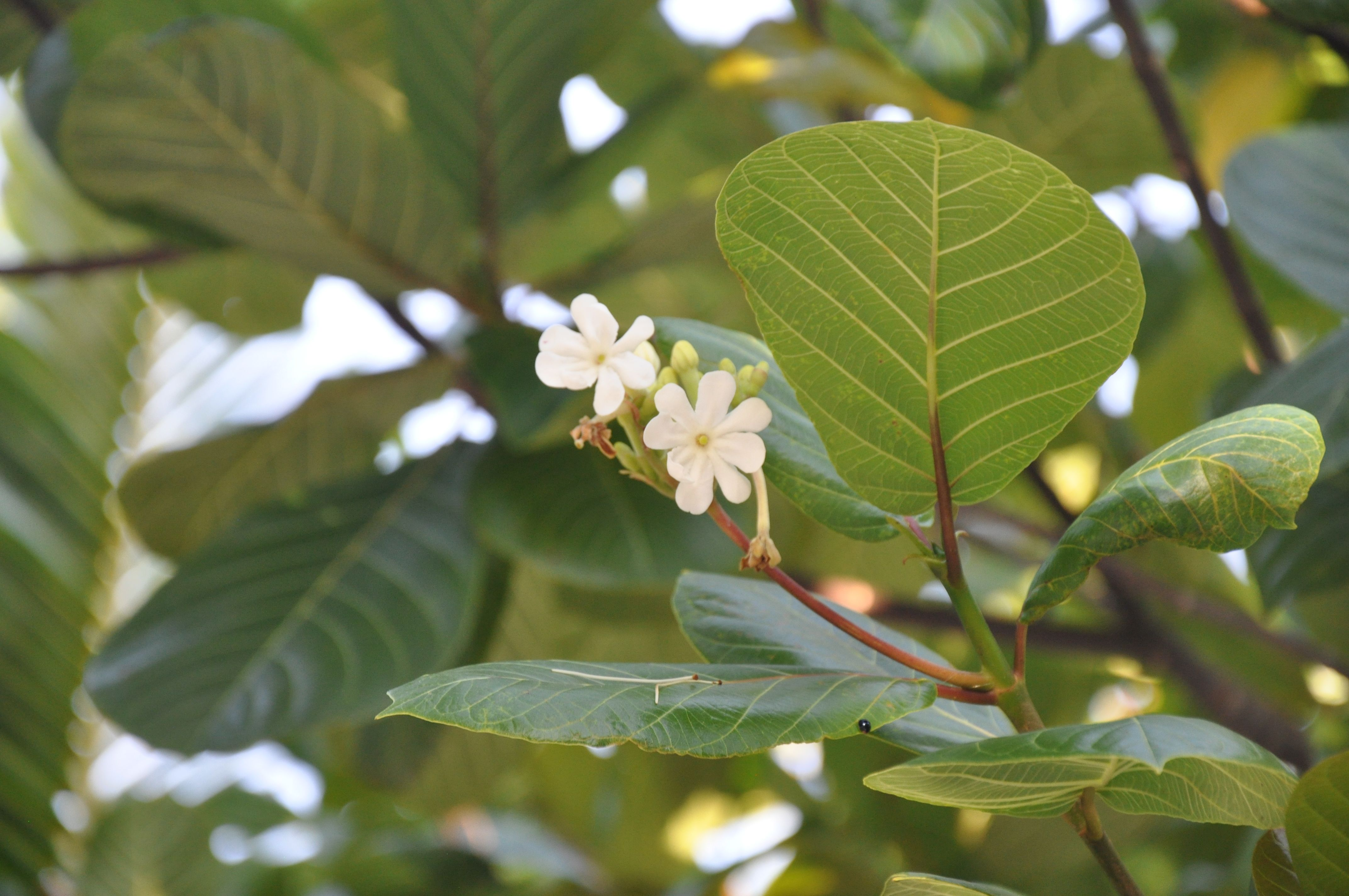
Flors de kahāia, nom pa'umotu de Guettarda speciosa
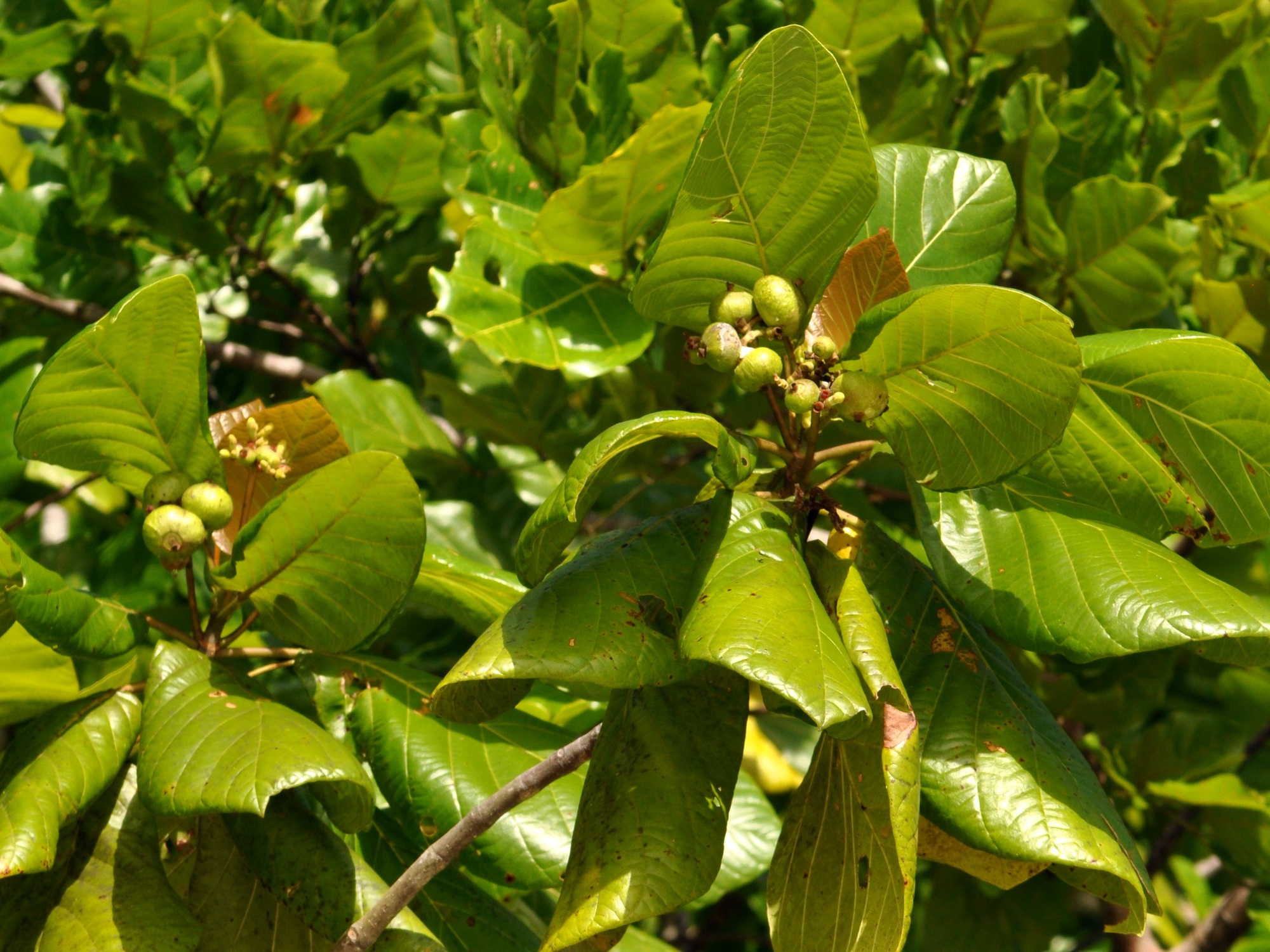
Fruits, Illes Raja Ampat, Indonèsia

## Ús humà
Ús per part de les cultures indígenes
Les fulles grans eren utilitzades de diverses maneres pels pobles indígenes del nord d'Austràlia; podien contenir aliments i, quan s'escalfaven, es donaven per alleujar els mals de cap i els dolors a les extremitats. Les tiges es podien utilitzar per fer instruments de vent de Macassan. Les flors s'utilitzaven per perfumar oli de coco a les Illes Cook, i la fusta per a habitatges i canoes. Entre els marshallesos de Kwajalein, es considera que la planta posseeix un poder espiritual.

## Cultiu
Una planta molt útil per a la plantació a la vora del mar en climes tropicals, la Guettarda speciosa necessita un aspecte assolellat i un sòl ben drenat. Ha demostrat ser difícil de propagar, ja que això s'ha de fer per llavors, que poden trigar mesos a germinar.